# سفارت ایالات متحده آمریکا در موگادیشو
سفارت ایالات متحده آمریکا در موگادیشو یک منطقهٔ مسکونی و نمایندگی سیاسی ایالات متحده آمریکا در سومالی است که در موگادیشو واقع شده‌است.